# Coupe d'Europe des clubs (kayak-polo) 2007
Navigation
Édition précédente Édition suivante
La Coupe d'Europe des clubs 2007 s'est déroulée, du 29 au 30 septembre 2007 à Bologne, en Italie.

## Tableau des médailles
| Catégorie     | Médaille d'or       | Médaille d'argent                                | Médaille de bronze |
| ------------- | ------------------- | ------------------------------------------------ | ------------------ |
| Sénior Hommes | Deventer Canoe Club | Base de loisirs de canoë-kayak de Condé-sur-Vire | CN Posillipo       |
| Sénior Femmes | Göttinger PC        | Canoë-Kayak Club de Saint Omer                   | FOA Xclusive       |

## Participants

### Séniors Hommes
| Classement | Pays        | Club                                             |
| ---------- | ----------- | ------------------------------------------------ |
| 1re        | Pays-Bas    | Deventer Canoe Club                              |
| 2e         | France      | Base de loisirs de canoë-kayak de Condé-sur-Vire |
| 3e         | Italie      | CN Posillipo                                     |
| 4e         | Italie      | Pro Scogli Chiavari                              |
| 5e         | France      | Agen                                             |
| 6e         | Royaume-Uni | Viking A                                         |
| 7e         | Royaume-Uni | Meridian Canoe Club A                            |
| 8e         | Allemagne   | Göttinger PC                                     |
| 9e         | Espagne     | Ciencias                                         |
| 10e        | Espagne     | Vistamar ADPG                                    |
| 11e        | Belgique    | Sharks                                           |
| 12e        | Pays-Bas    | G.K.V                                            |

### Séniors Femmes
| Classement | Pays        | Club                           |
| ---------- | ----------- | ------------------------------ |
| 1re        | Allemagne   | Göttinger PC                   |
| 2e         | France      | Canoë-Kayak Club de Saint Omer |
| 3e         | Royaume-Uni | FOA Xclusive                   |
| 4e         | Royaume-Uni | Meridian Ladies                |
| 5e         | Espagne     | Ciencias Mujeres               |
| 6e         | Italie      | Academy                        |
| 7e         | Danemark    | Odense F                       |
| 8e         | France      | Midi-Pyrénées                  |
| 9e         | Italie      | Ichnusa                        |